# Ghete
Le Getzbach (ou Ghete en français) est un ruisseau de Belgique, affluent de la Vesdre. Il coule entièrement en province de Liège dans les cantons de l'Est.

## Parcours
Ce ruisseau naît au lieu-dit Brackvenn non loin de la N 67 Eupen - Montjoie et près de la frontière belgo-allemande à une altitude supérieure à 600 m. La première moitié de son cours se déroule dans le milieu ouvert des Hautes Fagnes.  Ensuite, le ruisseau devenu torrent dévale dans un milieu plus forestier (l'est du Hertogenwald) en formant une vallée de plus en plus encaissée et asymétrique pendant plus de trois kilomètres, le versant nord étant beaucoup plus escarpé que le versant sud. Le Getzbach contribue à alimenter le Barrage de la Vesdre près d'Eupen (altitude : ± 350 m).
Depuis 2010 on observe une réapparition du castor, surtout dans la partie est du Brackvenn.

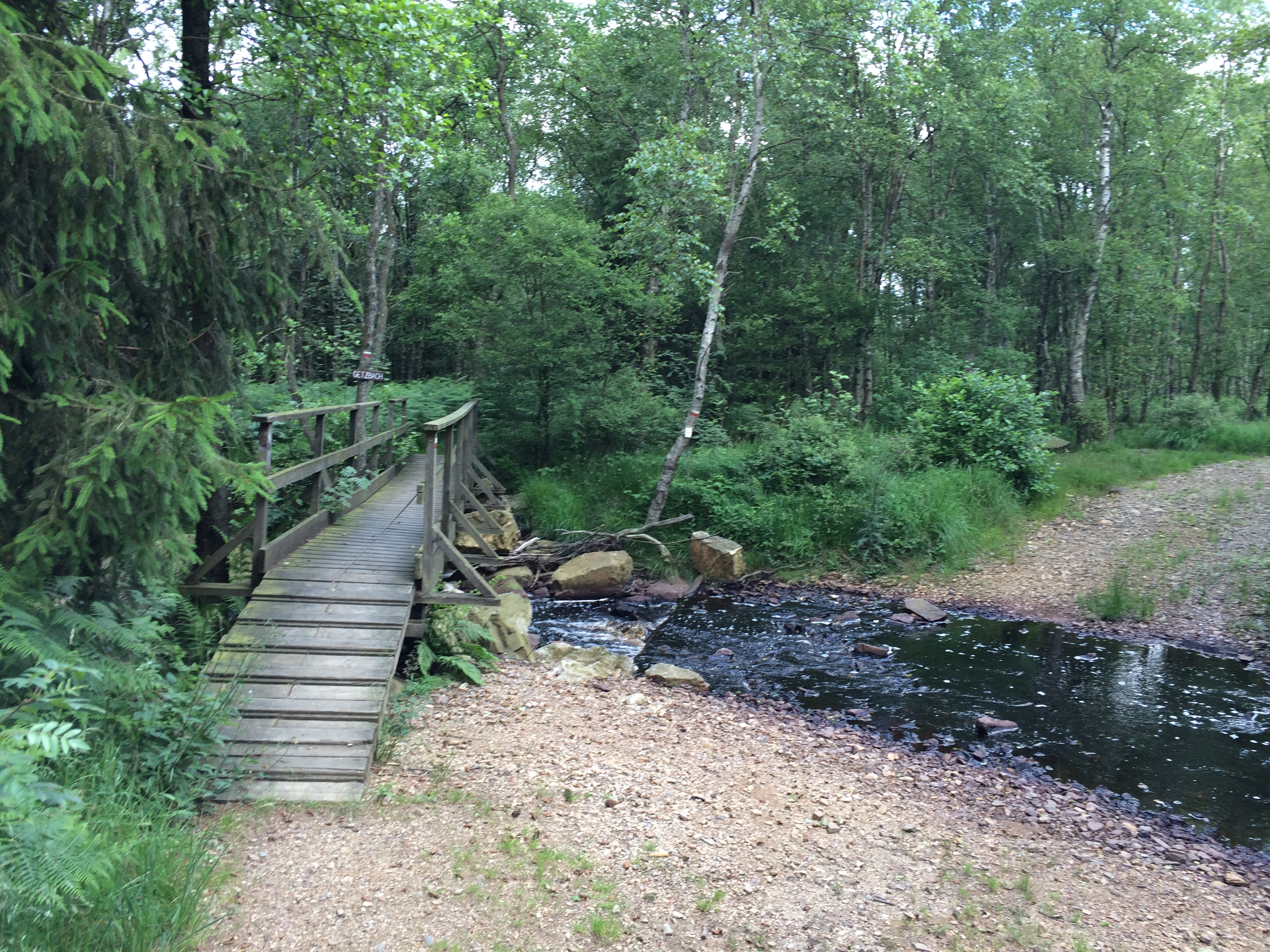
Gué au Getzbach
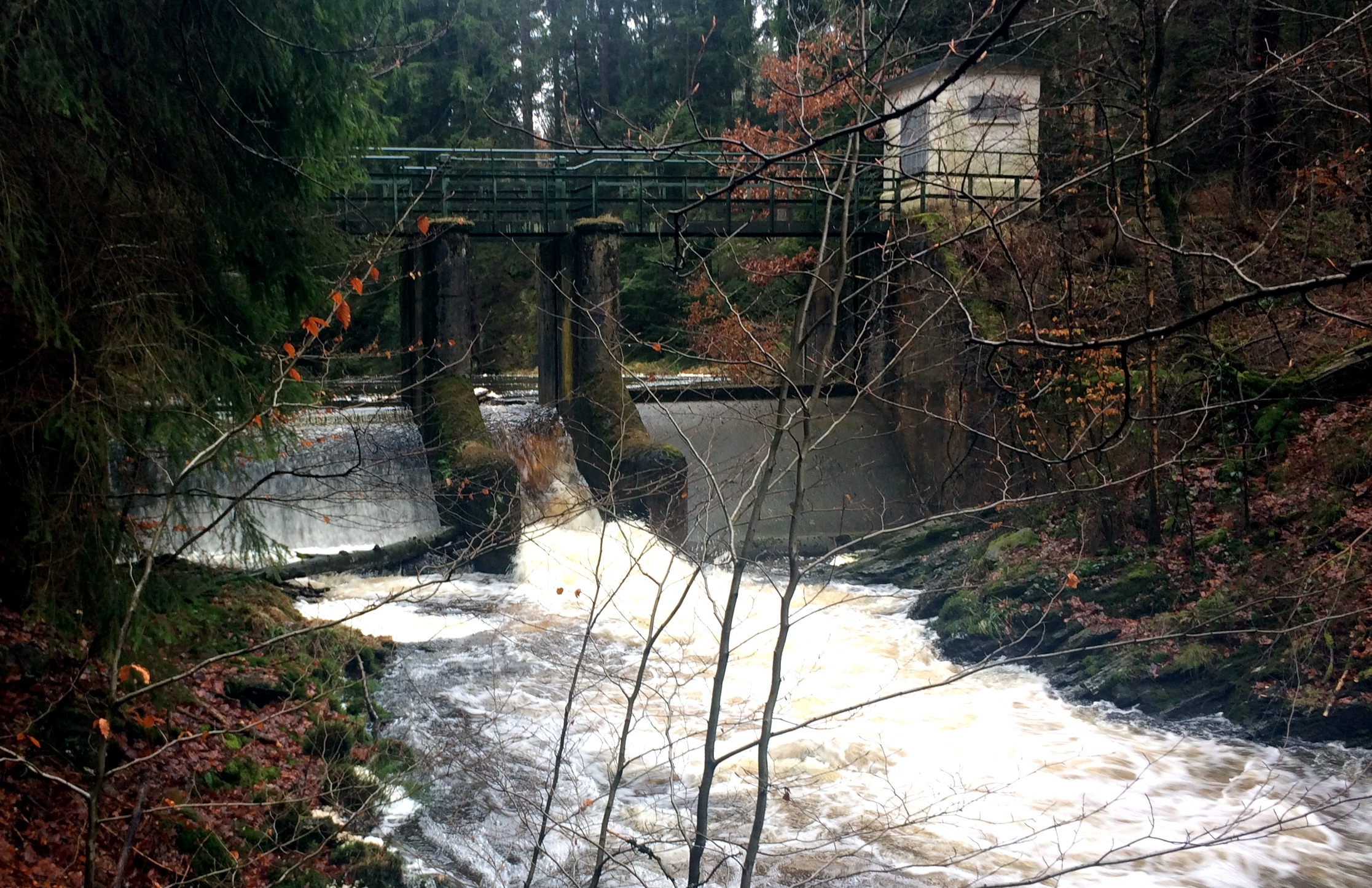
Mesuration de l'afflux de la Gethe au barrage d'Eupen